# 有松育子
有松 育子 (ありまつ いくこ) は、日本の文部科学官僚。

## 人物
1982年、早稲田大学法学部卒業後、文部省入省。1999年、文部省生涯学習局男女共同参画学習課長、2002年文部科学省生涯学習政策局調査企画課長、2003年内閣府政策統括官 (総合企画調整担当) 付参事官 (青少年担当) 、2005年文部科学省科学技術・学術政策局調査・調整課長、2007年文化庁文化財部伝統文化課長、2009年文部科学省スポーツ・青少年局企画・体育課長、2011年文部科学省大臣官房審議官 (スポーツ・青少年局担当) 、2012年国立大学法人横浜国立大学理事兼事務局長、2014年文化庁次長、2016年文部科学省生涯学習政策局長、2017年国立教育政策研究所所長、2018年退官。
2022年博報堂DYホールディングス取締役。2023年文溪堂取締役。

## 賞罰
- 2017年、文部科学省天下り問題で訓告処分に処された[5]。